# Радомир Бугарски
Радомир Бугарски (буг. Радомир Български) је био бугарски племић, син Јована Владислава.

## Биографија
Радомир је био пети син бугарског цара Јована Владислава и његове жене Марије. Имао је четворицу старије браће (Пресијана, Арона, Алусијана и Трајана) и сестру Катарину (која се касније удала за византијског цара Исака Комнина). О именима Радомира и Трајана сазнајемо на основу допуне Михаила Деволског. Радомир је, заједно са браћом, одведен као заробљеник у Цариград након очеве погибије 1018. године у рату са Василијем Бугароубицом. Као и његова браћа, и Радомир је интегрисан у редове византијског племства и одведен на исток где се морао борити са Турцима Селџуцима. О томе нам обавештења даје Ана Комнина у својој Алексијади. Она бележи да су Радомира заробили Селџуци и да је он током дуготрајног заробљеништва научио њихов језик. Радомир је учествовао у великој бици код Левуниона у којој је Алексије Комнин разбио Печенеге. Последњи пут се помиње 1097. године када га је Алексије Комнин послао, заједно са Боемундом Тарентским, да преговара са турским бранитељима Никеје око предаје града (Први крсташки рат).